# Norrorts polismästardistrikt
Norrorts polismästardistrikt var ett av Stockholms läns åtta polismästardistrikt. Distriktet bestod geografiskt av Järfälla kommun, Sigtuna kommun, Sollentuna kommun, Upplands-Bro kommun och Upplands Väsby kommun.
Huvudpolisstationen är belägen inom Rättscentrum Sollentuna på Tingsvägen i Tureberg och därutöver finns i fem närpolisområden.
Vid polisens omorganisation uppgick distriktet från 1 januari 2015 i Polisområde Stockholm Nord inom Polisregion Stockholm.